# Julia Baum
Julia Kathleen Baum (née en 1976) est une biologiste marine canadienne. 
Elle est nommée au Royal Society of Canada's College of New Scholars, Artists, and Scientist (ou en français : Collège de nouveaux chercheurs et créateurs en art et en sciences de la Société royale du Canada) en 2017 et reçoit une bourse Pew en conservation marine la même année.

## Biographie

### Enfance et formation
Julia Baum obtient son baccalauréat en sciences en biologie de l'Université McGill à Montréal et s'inscrit à l'Université de la Colombie-Britannique pour ses études supérieures. Elle étudie à l'Université Dalhousie avec Ransom A. Myers (en) pour terminer sa maîtrise et son doctorat.
Elle a rédigé sa thèse sur le déclin de la population de requins et a reçu la Médaille académique du Gouverneur général.
Après ses études, elle reçoit une bourse postdoctorale de recherches sur la conservation avec David H. Smith. Cette bourse court sur deux ans; elle est complétée par la Scripps Institution of Oceanography. Julia Baum obtient ensuite une bourse postdoctorale du Schmidt Ocean Institute au National Center for Ecological Analysis and Synthesis. 

### Carrière
En 2009, Baum commence à étudier les effets des pratiques de pêche sur les récifs coralliens de Kiritimati.
En tant que professeure à l'université de Victoria, elle est nommée parmi les 126 autres récipiendaires de la bourse Sloan 2012 de la Fondation Alfred P. Sloan.
La bourse comprend une subvention de 50 000 $, qu'elle utilise pour étudier l'impact de la pêche sur la vie des espèces prédatrices.
En 2009, elle est l'une des trois co-organisatrices du groupe Ecology@UVic pour planifier des réunions bimensuelles de discussions de revues et de séminaires informels sur le thème de l'écologie. Peu après, elle reçoit une subvention de 72 000 $ de la Fondation canadienne pour l’innovation (en) avec l'objectif de créer un centre d’écologie et de conservation marine.
À la suite de la vague de chaleur marine de 2015-2016, Baum cherche comment aider les poissons de récif à se rétablir. Cette vague de chaleur marine provoque un blanchissement massif des coraux et une mortalité sur les récifs du monde entier.
En 2017, elle est élue membre du Collège de nouveaux chercheurs et créateurs en art et en sciences de la Société royale du Canada et titulaire de la bourse Pew en conservation marine,.
Elle est l'une des six professeurs d'université à recevoir la bourse commémorative EWR Steacie 2018 du Conseil de recherches en sciences naturelles et en génie du Canada destinée à « des professeurs exceptionnels et très prometteurs qui acquièrent une solide réputation internationale pour leurs recherches originales ».
Pendant la pandémie de Covid-19, elle coécrit une étude dans Ecological Applications. Elle identifie 170 000 poissons individuels de 245 espèces différentes de poissons de récif, sur 16 récifs de l'île Christmas, avant, pendant et après la vague de chaleur.
Plus tard, Baum dirige la première étude démontrant que les récifs pouvaient se rétablir après un blanchissement, s'ils n'étaient pas simultanément exposés à d'autres sources de stress d'origine humaine, comme par exemple la pollution de l'eau,.
En juillet 2020, Baum publie une étude affirmant que les requins étaient « fonctionnellement éteints » dans près de 20 % des récifs coralliens du monde.